# North York
North York [ˈnɔɹθˌjɔɹk] ist ein Bezirk von Toronto. Er bildet im mittleren Teil der Gemarkungsfläche den nördlichen Abschluss der Stadtgrenze. North York hat eine Fläche von 176,87 Quadratkilometer und 608.288 Einwohner (2001). Die ursprünglich am 13. Juni 1922 gegründete Stadtgemeinde ist seit 1967 Bezirk von Toronto. Die demografische Verteilung im Jahr 2001 in North York sah wie folgt aus: 47 % bestand aus sogenannten sichtbaren Minderheiten. Die größte Gruppe davon bilden die Chinesen mit 11 %, 9 % Südasiaten und 9 % Schwarze.
In North York befindet sich das Ontario Science Centre. Der Teil des Highway 401, der durch North York verläuft, gehört mit täglich 400.000 Fahrzeugen zu den am stärksten befahrenen Autobahnabschnitten Nordamerikas.

## Persönlichkeiten
- Gary Roberts (* 1966), Eishockeyspieler
- Louis Ferreira (* 1967), Schauspieler
- Terry Campbell (* 1968), deutsch-kanadischer Eishockeyspieler
- Mike Fountain (* 1972), Eishockeytorwart
- Jason Dawe (* 1973), Eishockeyspieler und -trainer
- Jason Allison (* 1975), Eishockeyspieler
- Liane Balaban (* 1980), Film- und Theaterschauspielerin
- Joel Ward (* 1980), Eishockeyspieler
- Mike Zigomanis (* 1981), kanadisch-griechischer Eishockeyspieler
- Atiba Hutchinson (* 1983), Fußballspieler
- Matt Moulson (* 1983), Eishockeyspieler
- Justyn Warner (* 1987), Leichtathlet
- David Monsalve (* 1988), Fußballspieler
- Peter Polansky (* 1988), Tennisspieler
- Nana Attakora-Gyan (* 1989), Fußballspieler
- Cynthia Appiah (* 1990), Bobsportlerin
- Khamica Bingham (* 1994), Sprinterin
- Aaron Hale (* 1994), Schauspieler
- Kennedy Goss (* 1996), Schwimmerin
- Sarah Mitton (* 1996), Kugelstoßerin
- Avalon Wasteneys (* 1997), Ruderin
- Kaeson Trench (* 2000), Fußballspieler
- Olivia Smith (* 2004), Fußballspielerin
- Gabriel Pellegrino (* 2004), Fußballspieler